# Dassault Mirage IIIV
Il Mirage IIIV era un caccia sperimentale monomotore a getto ad ala a delta realizzato dall'azienda aeronautica francese Générale Aéronautique Marcel Dassault (ora Dassault Aviation) negli anni sessanta e rimasto allo stadio di prototipo.

## Storia

### Sviluppo
All'inizio degli anni sessanta, il Ministero della difesa francese emise una specifica per la fornitura di un nuovo velivolo. Alla richiesta risposero i costruttori aeronautici GAMD e Sud-Aviation che realizzarono delle sperimentazioni per degli aerei a decollo e atterraggio verticali (VTOL) con due velivoli:
- il Balzac V destinato a convalidare la formula usata con motori esistenti
- il Mirage III T destinato a testare nuovi motori
- il Mirage III V con prestazioni elevate grazie a nuovi motori più potenti

Il programma fu fermato nel 1966 per motivi tecnici e finanziari, senza condurre ad alcuna produzione di serie.

## Balzac
Il Balzac V fu un aereo monoposto sperimentale a decollo e atterraggio verticali subsonico, basato sul Mirage III 001, destinato a testare la formula da usare sul Mirage III V prima di sviluppare dei motori definitivi per questo aereo.

## Mirage III T
Si trattava di Mirage III trasformato in banco di prova volante del motore Snecma TF104 poi TF106 (Pratt & Whitney JT10 costruito su licenza) destinato al Mirage III V. Ha fatto il suo primo volo il 4 giugno 1964 ed è stato testato fino al 1966.

## Mirage III V
Il Mirage III V fu un prototipo di aereo decollo e atterraggio verticali, più pesante del Balzac, capace di volare a Mach 2.